# Deutsche Fußballmeisterschaft 1954/55
Deutscher Fußballmeister 1955 wurde Rot-Weiss Essen. Die Rot-Weißen gewannen den Titel durch einen 4:3-Sieg über den 1. FC Kaiserslautern. Pokalsieger wurde der Karlsruher SC.

## Teilnehmer

### Teilnehmer an der 1. Qualifikationsrunde
| Bremerhaven 93     | → Zweiter der Oberliga Nord 1954/55    |
| SV Sodingen        | → Zweiter der Oberliga West 1954/55    |
| VfR Wormatia Worms | → Zweiter der Oberliga Südwest 1954/55 |
| SSV Reutlingen 05  | → Zweiter der Oberliga Süd 1954/55     |

### Teilnehmer an der 2. Qualifikationsrunde
| VfR Wormatia Worms | → Verlierer der 1. Qualifikationsrunde |
| SSV Reutlingen 05  | → Verlierer der 1. Qualifikationsrunde |

### Teilnehmer an der Endrunde
| Hamburger SV         | → Meister der Oberliga Nord 1954/55       |
| Rot-Weiss Essen      | → Meister der Oberliga West 1954/55       |
| 1. FC Kaiserslautern | → Meister der Oberliga Südwest 1954/55    |
| Kickers Offenbach    | → Meister der Oberliga Süd 1954/55        |
| BFC Viktoria 1889    | → Meister der Vertragsliga Berlin 1954/55 |
| Bremerhaven 93       | → Sieger der 1. Qualifikationsrunde       |
| SV Sodingen          | → Sieger der 1. Qualifikationsrunde       |
| VfR Wormatia Worms   | → Sieger der 2. Qualifikationsrunde       |

## Qualifikationsrunde

### 1. Qualifikationsrunde
| Mi, 04.05.                                                                     | SV Sodingen    | 3:0 (2:0) | SSV Reutlingen 05  |
| Mi, 04.05.                                                                     | Bremerhaven 93 | 3:3 n. V. | VfR Wormatia Worms |
| damit war der SV Sodingen als sechste Mannschaft für die Endrunde qualifiziert |                |           |                    |

#### Wiederholungsspiel
| Do, 05.05.                                                                   | Bremerhaven 93 | 3:2 (0:0) | VfR Wormatia Worms |
| damit war Bremerhaven 93 als siebte Mannschaft für die Endrunde qualifiziert |                |           |                    |

### 2. Qualifikationsrunde
| So, 08.05.                                                                          | VfR Wormatia Worms | 2:1 (1:0) | SSV Reutlingen |
| damit war der VfR Wormatia Worms als achte Mannschaft für die Endrunde qualifiziert |                    |           |                |

## Vorrunde

### Gruppe 1
| Datum     |                      | Ergebnis   |                      |
| --------- | -------------------- | ---------- | -------------------- |
| So 15.05. | BFC Viktoria 1889    | 1:2 (0:1)  | 1. FC Kaiserslautern |
| So 15.05. | Hamburger SV         | 1:0 (0:0)  | SV Sodingen          |
| Do 19.05. | 1. FC Kaiserslautern | 2:2 (2:0)  | Hamburger SV         |
| Do 19.05. | SV Sodingen          | 5:1 (1:0)  | BFC Viktoria 1889    |
| So 22.05. | Hamburger SV         | 1:0 (0:0)  | BFC Viktoria 1889    |
| So 22.05. | SV Sodingen          | 2:2 (1:1)  | 1. FC Kaiserslautern |
| Mo 30.05. | 1. FC Kaiserslautern | 2:2 (1:2)  | SV Sodingen          |
| Mo 30.05. | BFC Viktoria 1889    | 0:2 (0:1)  | Hamburger SV         |
| So 05.06. | Hamburger SV         | 1:2 (1:1)  | 1. FC Kaiserslautern |
| So 05.06. | BFC Viktoria 1889    | 2:3 (0:2)  | SV Sodingen          |
| Sa 11.06. | SV Sodingen          | 1:1 (0:1)  | Hamburger SV         |
| Sa 11.06. | 1. FC Kaiserslautern | 10:0 (2:0) | BFC Viktoria 1889    |

#### Abschlusstabelle
| Pl. | Verein               | Sp. | S | U | N | Tore    | Quote | Punkte |
| --- | -------------------- | --- | - | - | - | ------- | ----- | ------ |
| 1.  | 1. FC Kaiserslautern | 6   | 3 | 3 | 0 | 020:800 | 2,50  | 09:30  |
| 2.  | Hamburger SV         | 6   | 3 | 2 | 1 | 008:500 | 1,60  | 08:40  |
| 3.  | SV Sodingen          | 6   | 2 | 3 | 1 | 013:900 | 1,44  | 07:50  |
| 4.  | BFC Viktoria 1889    | 6   | 0 | 0 | 6 | 004:230 | 0,17  | 0:12   |

### Gruppe 2
| Datum     |                     | Ergebnis  |                     |
| --------- | ------------------- | --------- | ------------------- |
| So 15.05. | VfR Wormatia Worms  | 1:0 (1:0) | Kickers Offenbach   |
| So 15.05. | Rot-Weiss Essen     | 4:0 (2:0) | Bremerhaven 93      |
| Do 19.05. | Kickers Offenbach   | 1:3 (0:0) | Rot-Weiss Essen     |
| Do 19.05. | SV Bremerhaven 1893 | 1:0 (0:0) | VfR Wormatia Worms  |
| So 22.05. | SV Bremerhaven 1893 | 2:0 (1:0) | Kickers Offenbach   |
| So 22.05. | Rot-Weiss Essen     | 1:1 (0:1) | VfR Wormatia Worms  |
| Mo 30.05. | VfR Wormatia Worms  | 1:3 (1:2) | Rot-Weiss Essen     |
| Mo 30.05. | Kickers Offenbach   | 4:0 (2:0) | SV Bremerhaven 1893 |
| So 05.06. | Rot-Weiss Essen     | 4:1 (1:0) | Kickers Offenbach   |
| So 05.06. | VfR Wormatia Worms  | 1:1 (0:1) | SV Bremerhaven 1893 |
| So 12.06. | SV Bremerhaven 1893 | 1:1 (0:0) | Rot-Weiss Essen     |
| So 12.06. | Kickers Offenbach   | 5:2 (3:1) | VfR Wormatia Worms  |

### Abschlusstabelle
| Pl. | Verein              | Sp. | S | U | N | Tore    | Quote | Punkte |
| --- | ------------------- | --- | - | - | - | ------- | ----- | ------ |
| 1.  | Rot-Weiss Essen     | 6   | 4 | 2 | 0 | 016:500 | 3,20  | 10:20  |
| 2.  | SV Bremerhaven 1893 | 6   | 2 | 2 | 2 | 005:100 | 0,50  | 06:60  |
| 3.  | Kickers Offenbach   | 6   | 2 | 0 | 4 | 011:120 | 0,92  | 04:80  |
| 4.  | VfR Wormatia Worms  | 6   | 1 | 2 | 3 | 006:110 | 0,55  | 04:80  |

## Finale
| Rot-Weiss Essen                                           | Rot-Weiss Essen | 1. FC Kaiserslautern | 1. FC Kaiserslautern |
| --------------------------------------------------------- | --- | --- | -------------------- |
| Rot-Weiss Essen                                           | \| Sonntag, 26. Juni 1955 in Hannover (Niedersachsenstadion) \| \| Ergebnis: 4:3 (3:1) \| \| Zuschauer: 76.000 \| \| Schiedsrichter: Albert Meißner (Nürnberg) \|                                       | \| Sonntag, 26. Juni 1955 in Hannover (Niedersachsenstadion) \| \| Ergebnis: 4:3 (3:1) \| \| Zuschauer: 76.000 \| \| Schiedsrichter: Albert Meißner (Nürnberg) \|                               | 1. FC Kaiserslautern |
| Rot-Weiss Essen                                           | Fritz Herkenrath; Joachim Jänisch, Willi Köchling; Paul Jahnel, Heinz Wewers, Willi Grewer; Helmut Rahn, Franz Islacker, August Gottschalk, Johannes Röhrig, Bernhard Termath Cheftrainer: Fritz Szepan | Willi Hölz; Werner Baßler, Werner Kohlmeyer; Werner Mangold, Werner Liebrich, Otto Render; Erwin Scheffler, Fritz Walter, Horst Eckel, Willi Wenzel, Karl Wanger Cheftrainer: Richard Schneider | 1. FC Kaiserslautern |
| Rot-Weiss Essen                                           | 1:1 Islacker (18.) 2:1 Röhrig (27.) 3:1 Islacker (43.) 4:3 Islacker (85.) | 0:1 Wenzel (11.) 3:2 Wenzel (56.) 3:3 Baßler (72., Strafstoß) | 1. FC Kaiserslautern |
| Sonntag, 26. Juni 1955 in Hannover (Niedersachsenstadion) | | |                      |
| Ergebnis: 4:3 (3:1)                                       | | |                      |
| Zuschauer: 76.000                                         | | |                      |
| Schiedsrichter: Albert Meißner (Nürnberg)                 | | |                      |

## Trivia
- Im Endspiel um die Deutsche Fußballmeisterschaft erlitt Franz Islacker in der 70. Spielminute eine Verletzung am Knie, da zu dieser Zeit noch keine Auswechselungen erlaubt waren humpelte „Penny“ Islacker nur noch über den Platz, erzielte aber in der 85. Spielminute trotzdem das Siegtor zum 4:3[1]